# BKK Gildemeister Seidensticker
Die BKK Gildemeister Seidensticker (Eigenschreibweise: BKK GILDEMEISTER SEIDENSTICKER) ist eine bundesweit geöffnete gesetzliche Betriebskrankenkasse mit Sitz in Bielefeld.

## Geschichte
1874 richtete Fritz Gildemeister, auf freiwilliger Basis, eine Kranken- und Unterstützungskasse für die Werkzeugmaschinenfabrik Gildemeister & Comp. ein. Zu dieser Zeit gab es in Deutschland keinen gesetzlichen Anspruch auf Absicherung im Krankheitsfall. Nach Inkrafttreten der gesetzlichen Krankenversicherung im Jahre 1884 wurde die freie Kranken- und Unterstützungskasse in die „Krankenkasse für die Fabrik der Firma Gildemeister & Comp.“ umgewandelt.
Am 1. Januar 1908 wurde der Verband zur Wahrung der Interessen der deutschen Betriebskrankenkassen gegründet. Dieser Verband gilt als der Vorläufer des heutigen BKK Bundesverbands. Ab 1920 übernahm die BKK Gildemeister bereits die Hälfte der Behandlungs- und Arzneimittelkosten für Familienangehörige der Versicherten. Bis dahin hatten nur versicherte Arbeitnehmer Anspruch auf Leistungen, die Familienangehörigen jedoch nicht.
In den Jahren von 1933 bis 1945 wurde die Selbstverwaltung der Krankenkassen abgeschafft und durch einen staatlich anerkannten Leiter verwaltet. Erst 1953 erhielt die BKK Gildemeister ihre Selbstverwaltung wieder zurück.
1997 fusionierte die BKK Gildemeister mit der BKK Seidensticker zur heutigen BKK Gildemeister Seidensticker. Die bundesweite Öffnung fand im Jahr 1999 statt. Im Jahr 2003 erfolgte die Fusion mit der BKK Zeppelin und am 1. Januar 2015 mit der BKK BJB unter dem Namen BKK Gildemeister Seidensticker.
Die Krankenkasse beschäftigt 442 Mitarbeiter, die rund 189.000 Versicherte betreuen (Stand Januar 2024).

## Beitragssätze
Seit 1. Januar 2009 werden die Beitragssätze vom Gesetzgeber einheitlich vorgegeben. Die BKK Gildemeister Seidensticker erhob bis 31. Dezember 2015 keinen einkommensunabhängigen kassenindividuellen Zusatzbeitrag. Von 2016 bis 2021 erhob sie einen einkommensabhängigen Zusatzbeitrag von 1,2 Prozent (und somit einem Beitragssatz von 15,8 %), von 2021 bis 2023 von 0,9 % (und somit einen Beitragssatz von 15,5 %). Ab 1. Januar 2024 erhob sie einen Zusatzbeitrag von 1,5 % des beitragspflichtigen Einkommens (und somit einen Beitragssatz von 16,1 %). Ab 1. Mai 2024 erhob sie einen Zusatzbeitrag in Höhe von 1,99 Prozent des beitragspflichtigen Einkommens (und somit einen Beitragssatz von 16,59 %). Ab 1. November 2024 erhebt sie einen Zusatzbeitrag in Höhe von 3,4 Prozent des beitragspflichtigen Einkommens (und somit einen Beitragssatz von 18,00 %).

## Unternehmensstruktur
Hauptsitz der BKK Gildemeister Seidensticker ist Bielefeld. Daneben gibt es Kundencenter in Friedrichshafen am Bodensee, in Arnsberg sowie in der Bielefelder Innenstadt. Zusätzlich befindet sich ein Servicebüro auf dem Gelände der DMG Mori Aktiengesellschaft (Gildemeister) in Bielefeld Sennestadt.